# Neolimnophila genitalis
Neolimnophila genitalis är en tvåvingeart som först beskrevs av Enrico Adelelmo Brunetti 1912.  Neolimnophila genitalis ingår i släktet Neolimnophila och familjen småharkrankar. Inga underarter finns listade i Catalogue of Life.